# Dasylabris siberica
Dasylabris siberica (лат.) — вид ос-немок рода Dasylabris из подсемейства Dasylabrinae.

## Распространение
Россия (Сибирь, Алтай, Тува, Бурятия, Забайкалье, Дальний Восток), Монголия.

## Описание
Мелкие пушистые осы (около 1 см: самки от 7,0 до 10,5 мм, самцы от 8,5 до 12 мм). От близких видов отличается головой, высота которой меньше её ширины, двумя зубчиками на переднем крае клипеуса, темными волосками переднеспинки (самцы); шаровидным брюшком и чёрными волосками на лбу (самки).  Развит бугорок щитика. У самок развито скультированное пигидальное поле. Форма глаз овальная, слабовыпуклая, их внутренний край без выреза. Бок среднегруди выпуклые и она шире, чем промежуточный сегмент. Глаза неопушенные. Предположительно, как и близкие виды паразитоиды пчёл и ос.